# Amina Bakhit
Amina Barsham Bakhit (arabisch أمينة برشم بخيت; * 14. November 1990 in al-Ubayyid) ist eine sudanesische Leichtathletin, die sich auf den Mittelstreckenlauf spezialisiert hat.

## Sportliche Laufbahn
Erste internationale Erfahrungen sammelte Amina Bakhit im Jahr 2005, als sie bei den Jugendweltmeisterschaften in Marrakesch in 4:23,13 min den fünften Platz im 1500-Meter-Lauf belegte. Im September gelangte sie bei den Juniorenafrikameisterschaften in Tunis mit 4:36,46 min auf Rang sechs und kurz darauf gewann sie bei den Arabischen Meisterschaften ebendort in 2:11,37 min die Silbermedaille im 800-Meter-Lauf hinter der Bahrainerin Maryam Yusuf Jamal und über 1500 Meter gelangte sie mit 4:22,09 min auf Rang vier. Im Jahr darauf schied sie bei den Juniorenweltmeisterschaften in Peking mit 4:31,79 min im Vorlauf über 1500 Meter aus und im November gewann sie bei den Arabischen Juniorenmeisterschaften in Kairo in 4:31,20 min die Goldmedaille über 1500 Meter und siegte in 2:13,94 min auch über 800 Meter. Bei den Crosslauf-Weltmeisterschaften 2006 in Mombasa kam sie im U20-Rennen nicht ins Ziel und im Juli nahm sie erstmals an den Afrikaspielen in Algier teil und klassierte sich dort mit 4:20,22 min auf dem zehnten Platz über 1500 Meter. Anschließend gewann sie bei den Juniorenafrikameisterschaften in Ouagadougou in 2:06,38 min die Bronzemedaille über 800 Meter und im November siegte sie in 2:07,95 min über diese Distanz bei den Panarabischen Spielen in Kairo und gewann dort in 4:24,74 min die Silbermedaille über 1500 Meter hinter der Marokkanerin Seltana Aït Hammou. Zudem siegte sie in 3:38,56 min mit der sudanesischen 4-mal-400-Meter-Staffel. Im Jahr darauf belegte sie bei den Juniorenweltmeisterschaften in Bydgoszcz in 2:10,71 min den achten Platz über 800 Meter und kam im 1500-Meter-Lauf nicht ins Ziel. 2009 wurde sie positiv auf das Dopingmittel Norandrosteron getestet und daraufhin bis 2011 gesperrt.
2011 gewann sie bei den Panarabischen Spielen in Doha in 33:27,76 min die Bronzemedaille im 10.000-Meter-Lauf hinter den Bahrainerinnen Tejitu Daba und Shitaye Eshete und stellte damit einen sudanesischen Landesrekord auf. Zudem belegte sie in 2:13,84 min den vierten Platz über 800 Meter. Im Jahr darauf klassierte sie sich bei den Afrikameisterschaften in Porto-Novo mit 4:19,51 min auf dem siebten Platz über 1500 Meter und anschließend nahm sie über 800 Meter dank einer Wildcard an den Olympischen Sommerspielen in London teil und schied dort mit 2:09,78 min in der Vorrunde aus. 2013 gewann sie bei den Arabischen Meisterschaften in Doha in 2:09,77 min die Silbermedaille über 800 Meter hinter der Bahrainerin Genzeb Shumi und über 1500 Meter belegte sie in 5:00,50 min den sechsten Platz. 2015 siegte sie dann in 5:22,27 min über 1500 Meter bei den Arabischen Meisterschaften in Manama und sicherte sich zudem in 16:54,21 min die Silbermedaille im 5000-Meter-Lauf hinter der Bahrainerin Mimi Belete. Anschließend schied sie bei den Weltmeisterschaften in Peking mit 4:22,49 min im Vorlauf über 1500 Meter aus und nahm dann erneut an den Afrikaspielen in Brazzaville teil. Dort belegte sie in 2:02,85 min den sechsten Platz über 800 Meter und gelangte mit 4:20,32 min auf Rang vier über 1500 Meter. Im Jahr darauf klassierte sie sich bei den Afrikameisterschaften in Durban mit 2:02,83 min auf dem siebten Platz über 800 Meter und startete anschließend über diese Distanz bei den Olympischen Sommerspielen in Rio de Janeiro, kam dort aber mit 2:07,65 min nicht über die Vorrunde hinaus.
Bei den Crosslauf-Weltmeisterschaften 2017 in Kampala belegte sie nach 25:53 min den zehnten Platz in der Mixed-Staffel und im Juli gewann sie bei den Arabischen Meisterschaften in Radès in 2:17,61 min die Bronzemedaille über 800 Meter hinter der Marokkanerin Oumayma Saoud und Haifa Tarchoun aus Tunesien. Auch über 1500 Meter musste sie sich mit 4:31,12 min diesen beiden Athletinnen geschlagen geben und zudem gewann sie in der 4-mal-400-Meter-Staffel in 3:49,95 min die Silbermedaille hinter dem marokkanischen Team. Bei den Crosslauf-Weltmeisterschaften 2019 in Aarhus lief sie nach 42:54 min auf Rang 91 ein und im April gewann sie bei den Arabischen Meisterschaften in Kairo in 2:08,38 min die Silbermedaille über 800 Meter hinter der Marokkanerin Halima Hachlaf und auch über 1500 Meter gewann sie in 4:31,08 min die Silbermedaille hinter der Marokkanerin Malika Akkaoui. 2021 siegte sie in 2:22,91 min über 800 Meter bei den Arabischen Meisterschaften in Radès und gewann dort in 4:20,15 min die Silbermedaille über 1500 Meter hinter der Bahrainerin Tigist Gashaw. Im Jahr darauf startete sie über 1500 Meter bei den Hallenweltmeisterschaften in Belgrad und schied dort mit 4:30,90 min im Vorlauf aus. Im Juni schied sie bei den Afrikameisterschaften in Port Louis mit 2:10,68 min im Vorlauf über 800 Meter aus und anschließend belegte sie bei den Islamic Solidarity Games in Konya in 2:11,25 min den fünften Platz über 800 Meter und gelangte mit 4:34,51 min auf Rang zehn über 1500 Meter.

## Persönliche Bestleistungen
- 800 Meter: 2:02,44 min, 1. Juni 2016 in Montbéliard
  - 800 Meter (Halle): 2:15,13 min, 26. September 2005 in Teheran
- 1500 Meter: 4:19,15 min, 5. September 2018 in Kairo
  - 1500 Meter (Halle): 4:30,90 min, 18. März 2022 in Belgrad
- 5000 Meter: 16:54,21 min, 24. April 2015 in Manama
- 10.000 Meter: 33:20,09 min, 23. April 2016 in Dubai (sudanesischer Rekord)